# UCI Africa Tour 2014
Navigation
Édition précédente Édition suivante
L'UCI Africa Tour 2014 est la dixième édition de l'UCI Africa Tour, l'un des cinq circuits continentaux de cyclisme de l'Union cycliste internationale. Il est composé de 27 compétitions organisées du 17 octobre 2013 au 23 novembre 2014 en Afrique.

## Calendrier des épreuves

### Octobre 2013
| Date  | Course                  | Pays         | Classe | Vainqueur           | Équipe                           |
| ----- | ----------------------- | ------------ | ------ | ------------------- | -------------------------------- |
| 17-20 | Grand Prix Chantal Biya | Cameroun     | 2.2    | Yves Ngue Ngock     | SNH Vélo Club                    |
| 25-3  | Tour du Faso            | Burkina Faso | 2.2    | Abdoul Aziz Nikiéma | Équipe nationale du Burkina Faso |

### Novembre 2013
| Date  | Course                                                | Pays   | Classe | Vainqueur                                                       | Équipe                            |
| ----- | ----------------------------------------------------- | ------ | ------ | --------------------------------------------------------------- | --------------------------------- |
| 17-24 | Tour du Rwanda                                        | Rwanda | 2.2    | Dylan Girdlestone                                               | Équipe nationale d'Afrique du Sud |
| 30    | Championnats d'Afrique - contre-la-montre par équipes | Égypte | CC     | Natnael Berhane Meron Russom Daniel Teklehaimanot Meron Teshome | Équipe nationale d'Érythrée       |

### Décembre 2013
| Date | Course                                    | Pays   | Classe | Vainqueur            | Équipe                      |
| ---- | ----------------------------------------- | ------ | ------ | -------------------- | --------------------------- |
| 3    | Championnats d'Afrique - contre-la-montre | Égypte | CC     | Daniel Teklehaimanot | Équipe nationale d'Érythrée |
| 5    | Championnats d'Afrique - course en ligne  | Égypte | CC     | Tesfom Okbamariam    | Équipe nationale d'Érythrée |

### Janvier 2014
| Date  | Course                 | Pays  | Classe | Vainqueur       | Équipe   |
| ----- | ---------------------- | ----- | ------ | --------------- | -------- |
| 13-19 | Tropicale Amissa Bongo | Gabon | 2.1    | Natnael Berhane | Europcar |

### Février 2014
| Date | Course                                            | Pays  | Classe | Vainqueur         | Équipe                    |
| ---- | ------------------------------------------------- | ----- | ------ | ----------------- | ------------------------- |
| 27   | Challenges de la Marche verte - GP Sakia El Hamra | Maroc | 1.2    | Essaïd Abelouache | Équipe nationale du Maroc |

### Mars 2014
| Date  | Course                                          | Pays     | Classe | Vainqueur              | Équipe                                    |
| ----- | ----------------------------------------------- | -------- | ------ | ---------------------- | ----------------------------------------- |
| 1     | Challenges de la Marche verte - GP Oued Eddahab | Maroc    | 1.2    | Mouhssine Lahsaini     | Équipe nationale du Maroc                 |
| 2     | Challenges de la Marche verte - GP Al Massira   | Maroc    | 1.2    | Aleksandar Aleksiev    | Brisaspor                                 |
| 8     | Critérium international d'Alger                 | Algérie  | 1.2    | Thomas Rabou           | OCBC Singapore Continental                |
| 9-13  | Tour d'Algérie                                  | Algérie  | 2.2    | Mekseb Debesay         | Équipe nationale d'Érythrée               |
| 9-18  | Tour du Cameroun                                | Cameroun | 2.2    | Dan Craven             | Bike Aid-Ride for help                    |
| 14    | Grand Prix d'Oran                               | Algérie  | 1.2    | Adil Barbari           | Vélo Club Sovac                           |
| 16-18 | Tour international de Blida                     | Algérie  | 2.2    | Amanuel Gebrezgabihier | Équipe nationale d'Érythrée               |
| 19-21 | Tour international de Sétif                     | Algérie  | 2.2    | Thomas Lebas           | Bridgestone Anchor                        |
| 22    | Critérium international de Sétif                | Algérie  | 1.2    | Mouhssine Lahsaini     | Équipe nationale du Maroc                 |
| 24-27 | Tour international de Constantine               | Algérie  | 2.2    | Sergey Belykh          | 21                                        |
| 28    | Circuit international d'Alger                   | Algérie  | 1.2    | Azzedine Lagab         | Groupement Sportif des Pétroliers Algérie |
| 29    | Critérium international de Blida                | Algérie  | 1.2    | Marco Amicabile        | Gragnano Sporting Club                    |

### Avril 2014
| Date | Course        | Pays           | Classe | Vainqueur                  | Équipe                    |
| ---- | ------------- | -------------- | ------ | -------------------------- | ------------------------- |
| 4-13 | Tour du Maroc | Maroc          | 2.2    | Julien Loubet              | GSC Blagnac Vélo Sport 31 |
| 8-12 | Mzansi Tour   | Afrique du Sud | 2.2    | Jacques Janse van Rensburg | MTN-Qhubeka               |

### Mai 2014
| Date | Course                                            | Pays  | Classe | Vainqueur          | Équipe                    |
| ---- | ------------------------------------------------- | ----- | ------ | ------------------ | ------------------------- |
| 9    | Challenge du Prince - Trophée princier            | Maroc | 1.2    | Abdelati Saadoune  | Équipe nationale du Maroc |
| 10   | Challenge du Prince - Trophée de l'anniversaire   | Maroc | 1.2    | Mouhssine Lahsaini | Équipe nationale du Maroc |
| 12   | Challenge du Prince - Trophée de la maison royale | Maroc | 1.2    | Tarik Chaoufi      | Maroc Telecom             |

### Novembre 2014
| Date  | Course                  | Pays     | Classe | Vainqueur         | Équipe                 |
| ----- | ----------------------- | -------- | ------ | ----------------- | ---------------------- |
| 6-9   | Grand Prix Chantal Biya | Cameroun | 2.2    | Mekseb Debesay    | Bike Aid-Ride for help |
| 16-23 | Tour du Rwanda          | Rwanda   | 2.2    | Valens Ndayisenga | Rwanda Karisimbi       |

### Épreuves annulées
| Date             | Course                      | Pays           | Classe | Cause                               |
| ---------------- | --------------------------- | -------------- | ------ | ----------------------------------- |
| 15 avril         | Beginning of armed struggle | Érythrée       | 1.2    |                                     |
| 16-17 avril      | Fenkel Northern Redsea      | Érythrée       | 2.2    |                                     |
| 19 avril         | Independence Day            | Érythrée       | 1.2    |                                     |
| 20 avril         | Martyries Day               | Érythrée       | 1.2    |                                     |
| 22-25 avril      | Tour d'Érythrée             | Érythrée       | 2.2    |                                     |
| 27 avril         | Circuit d'Asmara            | Érythrée       | 1.2    |                                     |
| 6-12 septembre   | Tour de Côte d'Ivoire       | Côte d'Ivoire  | 2.2    |                                     |
| 24 octobre-2 nov | Tour du Faso                | Burkina Faso   | 2.2    | Raison sanitaire due au virus Ebola |
| 30 nov-4 déc     | Cycle4Madiba Tour           | Afrique du Sud | 2.2    |                                     |
| 5 décembre       | Cycle4Madiba Classic        | Afrique du Sud | 1.2    |                                     |

## Classements finals
| #   | Coureur               | Pays           | Pts    |
| 1.  | Mekseb Debesay        | Érythrée       | 241    |
| 2.  | Mouhssine Lahsaini    | Maroc          | 219    |
| 3.  | Azzedine Lagab        | Algérie        | 192    |
| 4.  | Essaïd Abelouache     | Maroc          | 174    |
| 5.  | Salaheddine Mraouni * | Maroc          | 174    |
| 6.  | Valens Ndayisenga *   | Rwanda         | 159    |
| 7.  | Louis Meintjes *      | Afrique du Sud | 132,25 |
| 8.  | Luis León Sánchez     | Espagne        | 128    |
| 9.  | Tarik Chaoufi         | Maroc          | 122    |
| 10. | Abdelati Saadoune     | Maroc          | 109    |

| #   | Équipe                                    | Pays                | Pts    |
| 1.  | MTN-Qhubeka                               | Afrique du Sud      | 402,33 |
| 2.  | Groupement Sportif des Pétroliers Algérie | Algérie             | 359,67 |
| 3.  | Bike Aid-Ride for help                    | Allemagne           | 272    |
| 4.  | Bridgestone Anchor                        | Japon               | 178    |
| 5.  | OCBC Singapore Continental                | Singapour           | 173    |
| 6.  | Wanty-Groupe Gobert                       | Belgique            | 158    |
| 7.  | Vélo Club Sovac                           | Algérie             | 143,67 |
| 8.  | Caja Rural-Seguros RGA                    | Espagne             | 128    |
| 9.  | Skydive Dubai                             | Émirats arabes unis | 118    |
| 10. | 21                                        | Russie              | 117    |

| #   | Pays           | Pts    |
| 1.  | Maroc          | 1 113  |
| 2.  | Érythrée       | 875,5  |
| 3.  | Algérie        | 739,01 |
| 4.  | Afrique du Sud | 465,5  |
| 5.  | Rwanda         | 409    |
| 6.  | Burkina Faso   | 290    |
| 7.  | Cameroun       | 262    |
| 8.  | Tunisie        | 228    |
| 9.  | Namibie        | 148,66 |
| 10. | Gabon          | 143    |

| #   | Pays (U23)     | Pts    |
| 1.  | Érythrée       | 512,92 |
| 2.  | Rwanda         | 279    |
| 3.  | Maroc          | 227    |
| 4.  | Afrique du Sud | 215,92 |
| 5.  | Algérie        | 168,67 |
| 6.  | Namibie        | 108,33 |
| 7.  | Gabon          | 67     |
| 8.  | Tunisie        | 49     |
| 9.  | Maurice        | 18     |
| 10. | Égypte         | 17,01  |